# TATUYA ISHII'S ACRISM
『TATUYA ISHII'S ACRISM』（タツヤイシイズ　アクリズム）は、日本のコンピレーション・アルバム。2007年12月5日リリース。発売元はSony Music Records。

## 概要
石井竜也監督映画『ACRI』のDVD化にあたり、DVDと同時発売された同映画のイメージアルバム。
『河童』DVDと同映画のイメージアルバム『TATUYA ISHII'S 河童幻想』と同時発売。

## 収録曲
- 作詞・作曲：石井竜也（特記以外）
- 編曲：ACRI・光田健一（特記以外）

1. LEGEND〜OPENING〜  / ACRI ORIGINAL SOUNDTRACK
（作曲：石井竜也・有賀啓雄　編曲:有賀啓雄）
2. つれて行くよ〜plus arrange〜  / ACRI
3. RAINY ON THE SEA〜plus arrange〜  / ACRI
4. LEGEND〜NIGHT BEACH〜  / ACRI ORIGINAL SOUNDTRACK
（作曲:石井竜也・有賀啓雄　編曲:有賀啓雄）
5. ONE MORE KISS〜plus arrange〜  / ACRI
6. WONDERLAND〜plus arrange〜  / ACRI
7. HORIZON〜plus arrange〜  / ACRI
初CD化曲。このアルバムのブックレットに唯一歌詞が掲載[1]。
8. 水の星（instumental）  / ACRI ORIGINAL SOUNDTRACK
（編曲：有賀啓雄）
9. 水の星〜plus arrange〜  / ACRI
10. 海より深く〜plus arrange〜  / ACRI
11. 海より深く（instumental）〜edit version〜  / ACRI ORIGINAL SOUNDTRACK
（編曲：有賀啓雄）
12. CROSS OVER THE RAINBOW〜plus arrange〜  / ACRI
13. OCEAN ROAD〜plus arrange〜  / ACRI
14. AWAY WE GO〜plus arrange〜  / ACRI
15. DOLPHINS' WORLD〜remix〜  / ACRI
（編曲:ACRI）
16. LEGEND〜ENDING〜  / ACRI ORIGINAL SOUNDTRACK
（作曲:石井竜也・有賀啓雄　編曲:有賀啓雄）
17. MEMORY〜plus arrange〜  / ACRI
アルバム『ACRI』では裏声を使って歌っていたが、このアルバムでは地声で歌っている。
18. 海〜instrumental〜  / 石井竜也
（編曲：光田健一）
新曲。
コンサートツアー『SUNDIAL〜日時計のある人生〜』（2007年4月8日、すみだトリフォニーホール）でのライブテイク[2]。